# Золотой кодекс из Лорша
Золотой кодекс из Лорша или Лоршские евангелия (Biblioteca Apostolica Vaticana, Pal. lat. 50, и Alba Iulia, Biblioteca Documenta Batthyaneum, s.n.) — иллюминированый евангелистарий, созданный между 778—820 годами, что примерно соответствует периоду правления Карла Великого в Франкской империи.
Кодекс впервые упоминается под названием лат. Evangelium scriptum cum auro pictum habens tabulas eburneas в каталоге библиотеки Лоршского монастыря, составленном в 830 году при аббате Аделунге. Предполагается, что здесь же он и был создан. Из-за написанных золотом букв манускрипта и его местоположения он был назван Codex Aureus Laurensius. В X—XII веках библиотека Лорша была одной из крупнейших в мире.

## Описание
Размер страниц манускрипта, которых исходно насчитывалось 474, — 374 × 270 мм. Поле с текстом 270 × 175 мм. В качестве писчего материала использовался высококачественный пергамент из телячьих шкур. Текст разделён на абзацы и записан в две колонки унциальным письмом по 31 строке в каждой. Инициалы и первые буквы абзацев выполнены капитальным письмом, а капитулярий написан каролингским минускулом. Характерным является постоянное использование золотых чернил. Колонки текста окружены разнообразными орнаментами в виде вьющихся растений, инициалы частично выполнены пурпуром на золотом фоне. миниатюрные портреты четырёх евангелистов и деисусный образ выполнены серебряными и золотыми красками.
Рукопись включает четыре евангелия, два отрывка из прологов Иеронима, двенадцать таблиц канонов, четыре предисловия к Евангелиям и капитулярий.

## История
В XVI век манускрипт был перевезён в Гейдельберг, когда курфюрст Отто Генрих основал знаменитую Палатинскую библиотеку, непосредственно перед роспуском монастыря в 1563 году. Оттуда в ходе Тридцатилетней войны он был похищен, причем для облегчения продажи текст был разорван на две части и обложку. Богато иллюстрированная первая часть кодекса попала в библиотеку Магацци, после чего была продана епископу Игнацу Батьяни. Эта часть хранится сейчас в Альба-Юлии, Румыния и относится к библиотеке Батьяни. Вторая половина хранится в Ватиканской библиотеке. Фронтальная часть обложки со знаменитыми рельефами из слоновой кости, изображающими библейские сюжеты, хранится в одном из музеев Ватикана. Задняя, с изображением Мадонны с младенцем в окружении святых и ангелов и сценой рождения Христа внизу, попала в лондонский музей Виктории и Альберта..
Во время своего государственного визита в Великобританию 16 сентября 2010 года папа Бенедикт XVI подарил факсимиле кодекса королеве Елизавете II. В качестве ответного подарка папе были подарены копии рисунков Ганса Гольбейна из королевской коллекции.

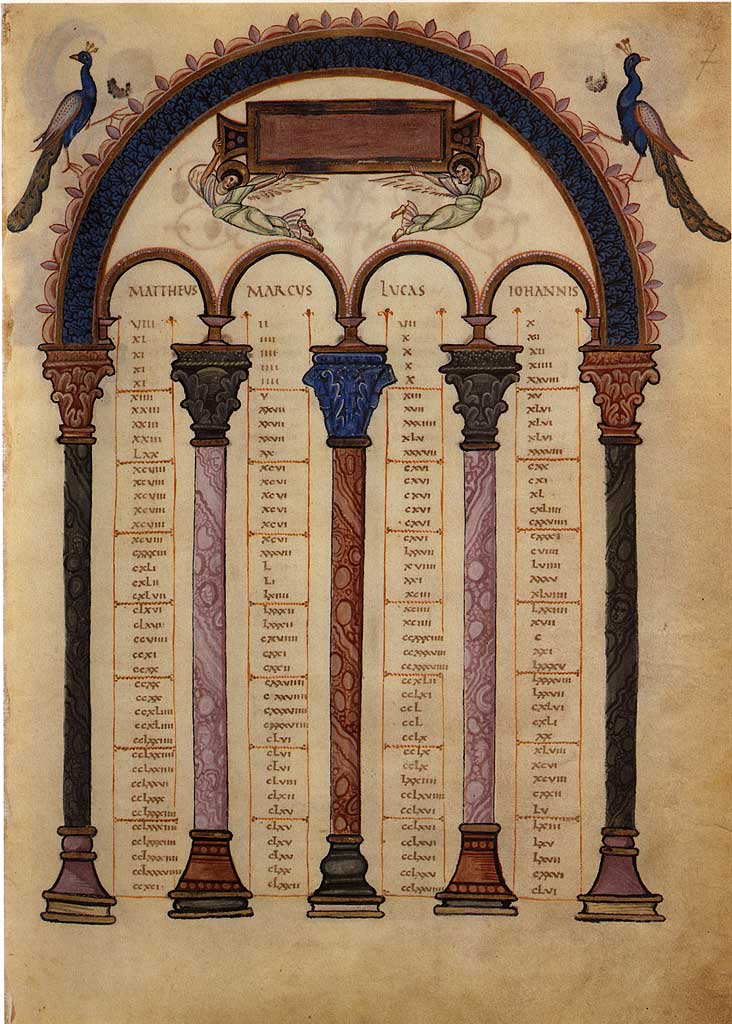
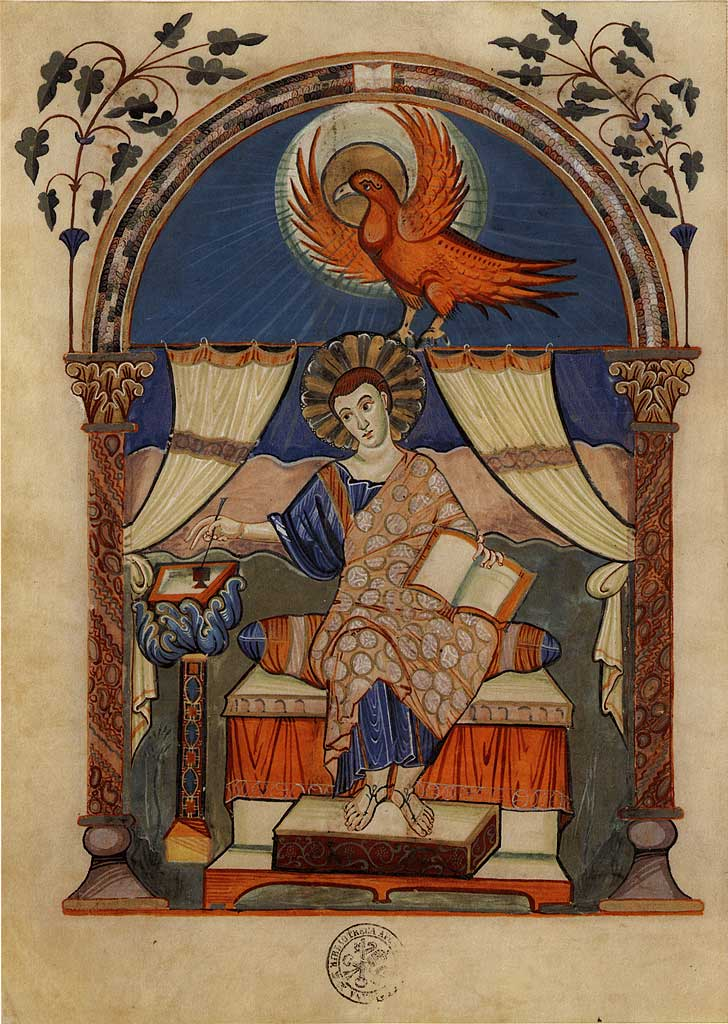
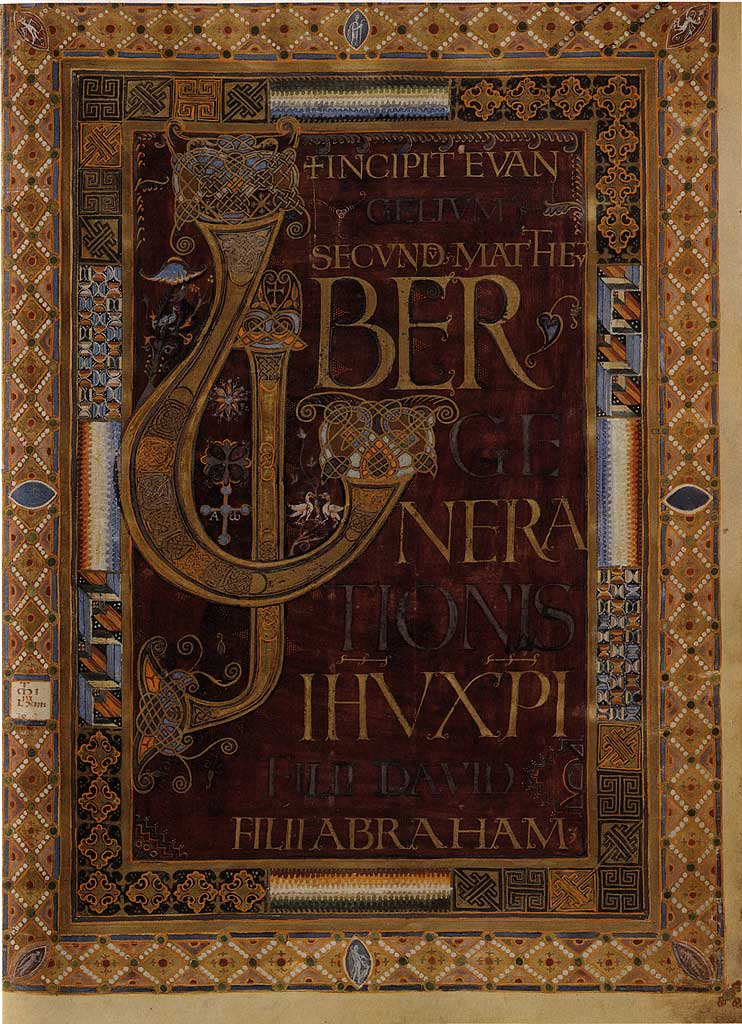
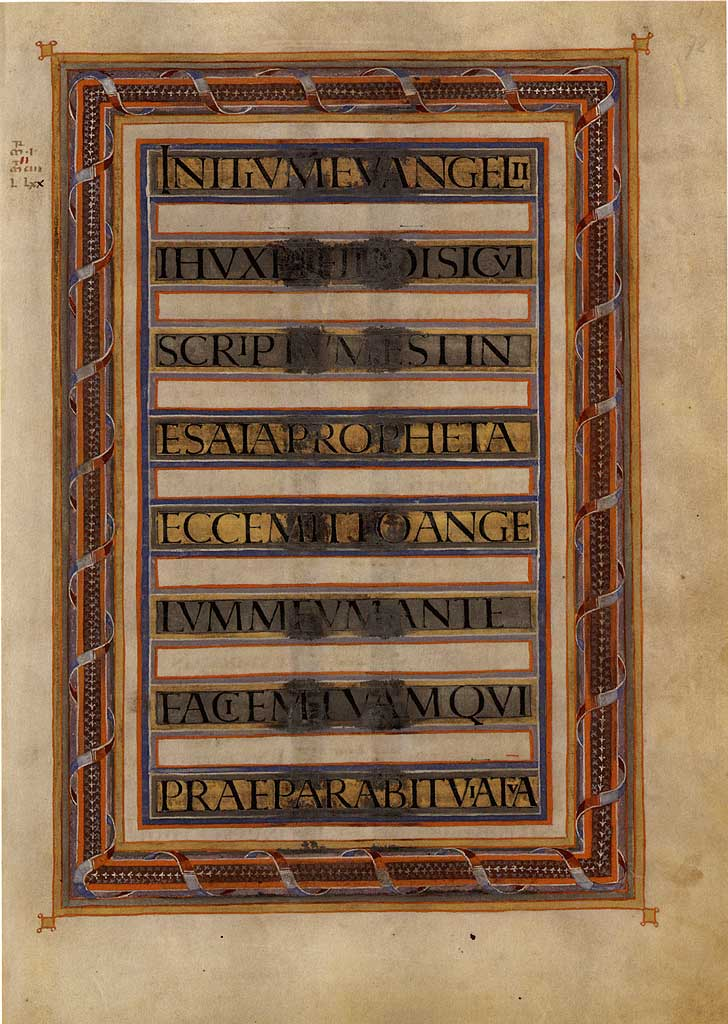
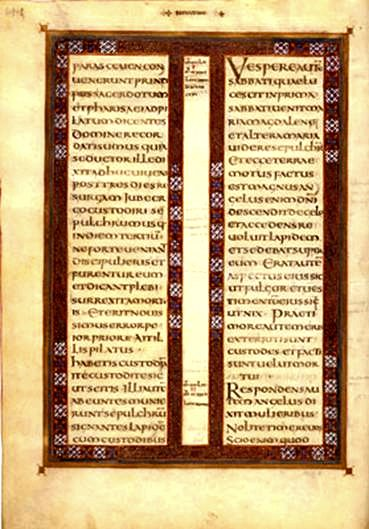